# توقوزبلاغ (شهرستان تونگ)
توقوزبلاغ (قرقیزی: Тогуз-Булак)، یک روستا در قرقیزستان است که در شهرستان تونگ واقع شده‌است. توقوزبلاغ در سال ۲۰۰۹، ۱٬۸۴۷ نفر جمعیت داشته‌است.